# Рассыпной строй

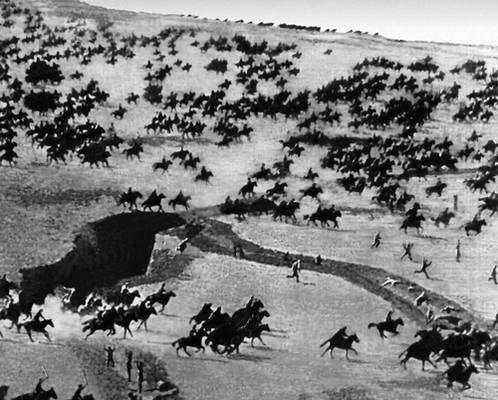
Красная конница в атаке рассыпным строем (лавой), 1919 год.

Рассыпной строй — исторический термин, обозначающий распределённый по фронту и расчленённый боевой порядок легковооружённой пехоты, действующей в передовой линии основных сил.

## История
Рассыпной строй широко использовался с глубокой древности, например — отрядами лучников и бойцов с метательным оружием, чьей боевой задачей была поддержка наступления ударных сил (греческой фаланги, римского легиона и тому подобное). Последние, в противоположность лёгкой пехоте, выдерживали сомкнутое линейное построение.
С доминированием на поле боя огнестрельного оружия в XVI веке рассыпной строй на некоторое время утратил своё значение. Однако, начиная со второй половины XVIII века произошли революционные изменения в организационной структуре войск и в тактических способах ведения боя; вслед за этим на смену плотному линейному порядку пришла тактика колонн и рассыпного строя. В России раньше, чем на Западе, была разработана и тактика колонн в сочетании с рассыпным строем. Среди причин перерождения тактики использования рассыпного строя на новом этапе развития военного искусства называют необходимость обеспечить эффективное использование местности и тесное взаимодействие с главными силами, развёрнутыми побатальонно в линиях или колоннах. Особую важность приобрела необходимость сосредоточения в нужный момент всех сил в направлении главного удара.
В таких ситуациях подразделения лёгкой пехоты и спешенной кавалерии (драгуны), как правило, расчленялись и задействовалась в нескольких сотнях метров впереди главных сил линейной пехоты. Интервал между бойцами составлял 1,5–2 шага (1,2–1,6 метра). По представлениям тех времён, стрелки лёгкой пехоты в рассыпном строю должны были выполнять вспомогательные функции: прикрывать огнём главные силы в период завязки сражения, совместно с артиллерией вести подготовку штыковой атаки линейной пехоты, в случае же провала этого наступления — обеспечивать организованный отход главных сил и тому подобное. Действия в рассыпном строю позволили каждому солдату проявлять инициативу и вести самостоятельную прицельную стрельбу. Помимо этого рассыпной строй также нашёл широкое применение в казачьих войсках и лёгкой коннице как построение для кавалерийских атак и тактический приём Лава.
В Русской армии впервые рассыпной строй был использован П. А. Румянцевым в комбинации с колоннами линейной пехоты при осаде прусской крепости Кольберг в 1761 году. А. В. Суворов и М. И. Кутузов широко использовали его в сочетании с различными видами построений: в каре, в колоннах и так далее В западной школе военного искусства действия рассыпным строем получили признание только в конце XVIII века во время французских революционных войн. К началу XIX века рассыпной строй лёгких частей был принят на вооружение почти всех европейских армий и, в сочетании с колоннами линейной пехоты, применялся практически без изменений в течение нескольких десятилетий. Однако в конце 70-х годов XIX века ему на смену пришло построение в виде стрелковых цепей и связанные с ними тактические наработки. Это было следствием, прежде всего, резкого качественного роста скорострельности, точности и прицельной дальности нарезного стрелкового вооружения пехоты. Тем не менее, в Русских гвардии и армии некоторые элементы рассыпного строя в разных вариациях встречались вплоть до начала XX века. Считается, что последними вооружёнными конфликтами, в которых, в той или иной форме, ещё применялся рассыпной строй стали англо-бурская война 1899–1902 года и русско-японская война 1904–1905 года.
Конный рассыпной строй (лава) применялся противоборствующими сторонами во время гражданской войны в России.